# Nghệ sĩ Nhân dân
Nghệ sĩ Nhân dân là danh hiệu cao nhất mà một số nhà nước trao tặng cho nghệ sĩ. Danh hiệu này phổ biến ở Liên Xô, Đông Âu, hệ thống các nước xã hội chủ nghĩa trước kia và hiện nay vẫn còn được trao tặng tại Nga và Việt Nam. Ở Việt Nam, điều kiện để trở thành Nghệ sĩ Nhân dân là phải có số năm kinh nghiệm trong nghề tối thiểu 20 năm.
Tương tự như danh hiệu Nghệ sĩ Nhân dân là các danh hiệu như Nhà giáo Nhân dân, Thầy thuốc Nhân dân,...

## Nghệ sĩ Nhân dân Liên Xô và Nga
Trong tiếng Nga, danh hiệu Nghệ sĩ Nhân dân được gọi theo 2 cách: "народный артист" (được trao trong các ngành nghệ thuật biểu diễn như âm nhạc, sân khấu, múa...) và "народный художник" (trao trong các ngành nghệ thuật thị giác như mỹ thuật, nhiếp ảnh...)
Danh hiệu lần đầu được trao vào năm 1936, người đầu tiên nhận được là diễn viên Maria Yermolova. Cho đến năm 1991, thì đã có 1010 người được nhận danh hiệu. Người cuối cùng được trao danh hiệu là nữ ca sĩ Alla Pugachyova và nam diễn viên điện ảnh Oleg Iankovsky.
Thông thường để đạt được danh hiệu này thì cần phải trao tặng danh hiệu Nghệ sĩ công huân rồi Nghệ sĩ Nhân dân của các nước trong Liên Bang Xô Viết. Ví dụ như Sofia Rotaru, được trao Nghệ sĩ công huân Ukraina năm 1973, Nghệ sĩ Nhân dân Ukraina năm 1976, Nghệ sĩ Nhân dân Moldova năm 1983, và cuối cùng Nghệ sĩ Nhân dân Liên Xô năm 1988, là nữ ca sĩ nhạc nhẹ đầu tiên được trao tặng danh hiệu. Ngoài các yếu tố về tài năng, cống hiến, giải thưởng... thì tuổi tác nghề nghiệp cũng là một yếu tố quan trọng. Thông thường ngoài 60 tuổi thì mới được trao tặng, ngoại trừ những ngoại lệ như nghệ sĩ ballet Nadezhda Pavlova (trao ở tuổi 28), diễn viên Sergei Bondarchuk (tuổi 32), diễn viên Lyudmila Chursina (tuổi 40)...
Tuy Liên Xô đã sụp đổ, nhưng hiện nay trên các phương tiện truyền thông đại chúng, danh hiệu này vẫn được sử dụng và tôn trọng như sự ghi nhận cho tài năng và phẩm giá của các nghệ sĩ.

## Nghệ sĩ Nhân dân Việt Nam
Danh hiệu Nghệ sĩ Nhân dân của Việt Nam được trao tặng lần đầu vào năm 1984, cho đến nay đã diễn ra 10 đợt trao tặng (1984, 1988, 1993, 1997, 2001, 2007, 2011, 2015, 2019 và 2023). Danh hiệu Nghệ sĩ Nhân dân được trao tặng cùng một lúc với danh hiệu Nghệ sĩ ưu tú (tương đương với danh hiệu Nghệ sĩ công huân của Liên Xô). Cho đến năm 2012, thì đã có 266 nghệ sĩ được trao tặng danh hiệu cao quý này.
Khác với danh hiệu của Liên Xô cũ, danh hiệu này được không được trao tặng cho các họa sĩ, điêu khắc gia, nhiếp ảnh gia... nhưng vẫn được trao tặng cho các họa sĩ thiết kế, phục trang, hóa trang,... có vai trò trong các chương trình nghệ thuật. Ngoài các yếu tố về cống hiến, giải thưởng,... thì thời gian cần thiết để xét tặng với Nghệ sĩ Nhân dân là 20 năm (với diễn viên xiếc, múa là 15 năm), Nghệ sĩ Ưu tú là 15 năm (diễn viên xiếc, múa là 10 năm). Đa phần những nghệ sĩ được trao tặng là thuộc các cơ quan do nhà nước quản lý, nhưng vẫn có những nghệ sĩ tự do được trao tặng. Ngoài các nghệ sĩ được trao đợt đầu và một số trường hợp ngoại lệ thì thông thường trước khi trở thành Nghệ sĩ Nhân dân phải được trao tặng danh hiệu Nghệ sĩ ưu tú. Việc trao tặng danh hiệu khác với giải thưởng.
Người trẻ nhất được trao tặng danh hiệu này là nghệ sĩ piano Đặng Thái Sơn (26 tuổi) vào đợt 1 (1984). Nhiều Nghệ sĩ Nhân dân đã được trao tặng Giải thưởng Hồ Chí Minh (như Nguyễn Hồng Sến, Thái Ly, Tào Mạt...) và Giải thưởng Nhà nước.